# Игра Эндера (серия романов)
«Игра Эндера» (англ. Ender saga) — серия научно-фантастических книг, автором которых является Орсон Скотт Кард. Серия началась с романа с одноимённым названием «Игра Эндера», которая была опубликована в 1985 году. Сейчас серия состоит из четырнадцати романов, тринадцати коротких рассказов и сопутствующей продукции: 47-и изданий комиксов, аудиокниг, видеоигры и фильма. Первые два романа из серии, «Игра Эндера» и «Голос тех, кого нет» (1986), выиграли Премию Хьюго и Премию «Небьюла» и считаются одними из самых влиятельных научно-фантастических романов 1980-х годов.
Сага Эндера рассказывает о будущем, где человечество чудом пережило вторжение агрессивной инопланетной расы, прозванной «жукеры». Главный герой серии, Эндрю «Эндер» Виггин, мальчик с выдающимися умственными способностями, отправляется в Боевую школу, чтобы научиться командовать флотом и отразить будущее повторное вторжение.
Роман «Голос тех, кого нет» является продолжением романа «Игра Эндера». Действие книги происходит примерно в 5270 году, через 3000 лет после событий в первой книге. Эндеру (который теперь пользуется своим настоящим именем, Эндрю Виггин или псевдонимом «Голос тех, кого нет») 35 лет. Следующие произведения описывают события, предшествовавшие оригинальному произведению и происходили параллельно с ним.

## Дата публикации
| #  | Название                       | Количество слов | Год выпуска | Награды / Примечания                                                                           |
| -- | ------------------------------ | --------------- | ----------- | ---------------------------------------------------------------------------------------------- |
| 1  | Ender's Game                   | 100,758         | 1985        | Премия «Небьюла», 1985; Премия «Хьюго», 1986; номинация — Премия «Локус», 1986                 |
| 2  | Speaker for the Dead           | 128,573         | 1986        | Премия «Небьюла», 1986; Премия «Хьюго», Премия «Локус», 1987; номинация — Campbell Award, 1987 |
| 3  | Xenocide                       | 183,062         | 1991        | номинация — Премия «Хьюго», Премия «Локус», 1992                                               |
| 4  | Children of the Mind           | 114,367         | 1996        |                                                                                                |
| 5  | Ender's Shadow                 | 140,223         | 1999        | шортлист — Locus Award, 2000                                                                   |
| 6  | Shadow of the Hegemon          | 114,042         | 2001        | шортлист — Locus Award, 2002                                                                   |
| 7  | Shadow Puppets                 | 99,561          | 2002        |                                                                                                |
| 8  | First Meetings                 | 48,319          | 2002        |                                                                                                |
| 9  | Shadow of the Giant            | 106,531         | 2005        |                                                                                                |
| 10 | A War of Gifts: An Ender Story | 20,922          | 2007        |                                                                                                |
| 11 | Ender in Exile                 | 126,600         | 2008        |                                                                                                |
| 12 | Shadows in Flight              | 54,113          | 2012        |                                                                                                |
| 13 | Earth Unaware                  | 129,137         | 2012        |                                                                                                |
| 14 | Earth Afire                    | 147,159         | 2013        |                                                                                                |
| 15 | Earth Awakens                  | 135,172         | 2014        |                                                                                                |
| 16 | The Swarm                      | 156,745         | 2016        |                                                                                                |
| 17 | Children of the Fleet          | 101,065         | 2017        |                                                                                                |
| 18 | The Hive                       | 132,965         | 2019        |                                                                                                |
| 19 | The Last Shadow                | 94,185          | 2021        | первоначально планировалась как часть "Shadows Alive"                                          |
| 20 | The Queens                     | TBA             | TBA         |                                                                                                |
|    | Total                          | 2,039,314       |             |                                                                                                |

## Хронологический порядок
1. Earth Unaware
2. Earth Afire
3. Earth Awakens
4. The Swarm
5. The Hive
6. The Queens (TBA)
7. Ender's Game
8. Ender's Shadow (Примечание. События Игры Эндера и Тень Эндера происходят примерно в тот же период времени.)
9. A War of Gifts (Примечание: Это происходит во время Игры Эндера / Тень Эндера.)
10. Children of the Fleet
11. Shadow of the Hegemon
12. Shadow Puppets
13. Shadow of the Giant
14. Ender in Exile (Примечание: Начало происходит во время Тени Гегемона и Тени Гиганта)
15. Shadows in Flight
16. First Meetings (Примечание:  Сборник из четырех рассказов. Первые два происходят, когда родители Эндера еще дети и подростки. Далее следует оригинальная новелла «Игра Эндера». Последний рассказ впервые объединяет Эндера и Джейн, когда Эндеру только что исполнилось 20 лет.)
17. Speaker for the Dead
18. Xenocide
19. Children of the Mind
20. The Last Shadow